# Famille Oueslati
La famille Oueslati (arabe : عائلة الوسلاتي) est une famille tunisienne installée dans le Nord de la Tunisie, principalement dans le Nord-Ouest (région de Siliana), et originaire du djebel Ousselat.

## Origine
D'origine paysanne et issue de la tribu des Ousseltia, elle s'illustre notamment pour être l'une des familles les plus rebelles contre le pouvoir husseinite au XVIIIe siècle. Après sa dispersion dans le reste du territoire, elle est composée en famille du makhzen, de force[pas clair].
Elle s'illustre également aux Xe et XIe siècles par le biais de nombreux savants religieux propageant l'ibadisme dans le pays.

## Personnalités
- Mouna Noureddine (née Oueslati, 1939- ), actrice tunisienne ;
- Laroussi Oueslati (1960- ), homme politique français ;
- Lassaad Oueslati (1979- ), scénariste tunisien ;
- Abdelkader Oueslati (1991- ), footballeur tunisien ;
- Oussama Oueslati (1996- ), taekwondoïste tunisien ;
- Habib Oueslati (1997- ), footballeur tunisien ;
- Samira Oueslati, judokate tunisienne.